# ولف‌دیل (پنسیلوانیا)
ولف‌دیل (به انگلیسی: Wolfdale) یک منطقهٔ مسکونی در ایالات متحده آمریکا است که در پنسیلوانیا واقع شده‌است. ولف‌دیل ۲٬۸۸۸ نفر جمعیت دارد.